# 楊承華
楊承華（1971年—），中華民國陸軍中將，航空兵出身，現任陸軍航空特戰指揮部中將指揮官，曾任總統府警衛室外衛少將主任，陸軍航空第六〇一旅少將旅長，畢業於陸軍官校和建國中學，是目前國軍唯一從建中畢業的將領。英語能力優異，曾參與國軍阿帕契攻擊直升機建軍，也是國軍第一位在美國試飛阿帕契的飛官。2021年1月1日晉任少將，2025年3月1日晉升中將
。